# Amy Rosenthal
Amy Rosenthal (Londres, 1974)
es una dramaturga británica.
Nació en el barrio Muswell Hill, en el norte de Londres.
Es hija de la actriz y escritora Maureen Lipman, y del dramaturgo Jack Rosenthal. 
Estudió Dramaturgia en la Universidad de Birmingham, donde obtuvo una maestría. 
En 1999 ganó el premio Sunday Times Drama Award con su obra debut Henna Night (Noche de alheña).
Rosenthal es judía.

## Obras
- 1997: Lifelines, estrenado en 2011 en The Opera House.[5]
- 1998: Sitting Pretty.[5]
- 1999: Henna Night (ganadora del premio Sunday Times Drama Award 1999);[6] interpretado en el Scarborough Festival 1999 y el teatro Chelsea 2001).[7]
- 1999: Jerusalem Syndrome (Manchester Royal Exchange Studio 1999 & Soho Theatre 2000).[7]
- 2001: Little Words (radioteatro para BBC Radio Four)[7]
- Jack Rosenthal's Last Act (serie adaptada en cuatro partes, del libro para Radio Four de la BBC).[8]
- 2006: Tortoise (guion para película de televisión).[7]
- 2007: Thank God It's Friday (coescrito con Cosh Omar).[9]
- 2008: On The Rocks, acerca del escritor D. H. Lawrence y su círculo; la obra fue nominada al premio Susan Smith Blackburn 2009;[10] interpretado en 2008 en el Hampstead Theatre.[7]
- 2009: The Jitterbug Blitz.[5]
- 2010: The Workroom (adaptado de L’Atelier, de Jean-Claude Grumberg), para RADA 2010.[7]
- 2011: Bar Mitzvah Boy, adaptación para radio de la obra homónima de Jack Rosenthal.[7]
- 2011: Liberation (Yad Arts, Tricycle Theatre, 2011).[7]
- 2012: That Woman (cortometraje), estrenado en el UK Jewish Film Festival (Festival de Cine Judío en Reino Unido) en otoño de 2012.[7]
- 2013: The Tailor-Made Man – A New Musical (Arts Theatre).[7]
- 2014: The Ballad of Martha Brown (Angel Exit Theatre).[7]
- 2014: Beware of Young Girls (59E59 Theaters, en Nueva York).[5]
- 2014: The Liberation of Colette Simple (cabaré musical), en el teatro Jacksons Lane.[5]
- 2015: Polar Bears (A Play A Pie & A Pint, West Yorkshire Playhouse).[7]
- 2015: Entanglement (libreto para ópera de cámara), estrenado por Nova Music Ópera en el verano de 2015.

Está trabajando en un nuevo musical, The Queen and I (para el Arcola Theatre), y una comisión para el Everyman Theatre.

## Otra escritora Amy Rosenthal
Existe una escritora estadounidense de literatura infantil llamada Amy Krouse Rosenthal.